# Mr. Bones 2: Hechicero del pasado
Mr. Bones 2: Hechicero del pasado (título original Mr. Bones 2:Back from the Past) es una película de comedia de 2008 dirigida por Gray Hofmeyr, coescrita por Hofmeyr y Leon Schuster. Está protagonizada por Leon Schuster, Tongayi Chirisa, Leeanda Reddy y Kaseran Pillay. Es la segunda de la serie Mr Bones.
Lanzada por Videovision Entertainment, fue un éxito de taquilla, superando a su antecesora Mr Bones para convertirse en la película de mayor éxito financiero estrenada en Sudáfrica.

## Sinopsis
Mr. Bones 2: Back from the Past tiene lugar en 1879, y el personaje principal es el tatarabuelo del Mr. Bones de la primera película. Es la historia de Hekule, el rey de Kuvukiland a quien el moribundo Kunji Balanadin le da una piedra preciosa. La piedra está maldita y hace que Hekule sea poseído por el espíritu del travieso Kunji, que Bones describe como "jinete salvaje". Depende de Mr. Bones curar a su Rey y deshacerse de esta piedra maldita viajando 130 años hacia el futuro, en la ciudad de Durban. Allí conocen a una mujer llamada Reshmi que les da pistas importantes sobre la gema y sobre cómo devolverla a su hogar en un pueblo de pescadores indio llamado Ataram. Desafortunadamente, también deben lidiar con el prometido de Reshmi, quien quiere la gema para él.

## Elenco
- Leon Schuster como Bones, un sangoma blanco que creció en una tribu africana tradicional en la ficticia Kuvukiland después de que el avión en el que viajaba cuando era un bebé se estrelló fuera del Royal Kraal.[6]
- Tongayi Chirisa como Hekule, el rey de Kuvukiland
- Leeanda Reddy como Reshmi
- Kaseran Pillay como Kunji Balanadin
- Meren Reddy como Kerrit[7]
- Keith Gengadoo como Eyepatch
- Gray Hofmeyr como Bolly

## Lanzamiento
Mr Bones 2: Back from the Past se estrenó en el Centro Internacional de Convenciones Inkosi Albert Luthuli en Durban el 13 de noviembre de 2008, antes de su fecha de lanzamiento mundial el 27 de noviembre.